# Gregor Schlierenzauer
Gregor Schlierenzauer (Rum, 7 gennaio 1990) è un ex saltatore con gli sci austriaco.
Campione olimpico nella gara a squadre ai XXI Giochi olimpici invernali di Vancouver 2010, in carriera ha vinto due Coppe del Mondo generali, due Tornei dei quattro trampolini e numerose medaglie iridate (dieci gli ori).
È nipote di Markus Prock, già slittinista di alto livello, e cugino delle sue due figlie Hannah e Nina (slittiniste a loro volta). Ha un fratello minore, Lukas, slittinista della squadra giovanile austriaca.

## Biografia

### Stagioni 2006-2007
Ha esordito in Coppa del Mondo, sedicenne, il 12 marzo 2006, nella gara disputata sul trampolino Midtstubakken HS128 di Oslo e vinta da Adam Małysz (24º). Il primo podio, che è anche la prima vittoria, invece, è arrivato a distanza di pochi mesi, il 3 dicembre dello stesso anno nella gara disputata a Lillehammer sul trampolino Lysgårdsbakken HS138.
Durante la stagione 2006-2007 ha conquistato sette successi e a fine stagione si è classificato al quarto posto della classifica generale di Coppa del Mondo. In questo stesso anno ha partecipato ai Mondiali di Sapporo, ottenendo l'oro iridato nella gara a squadre.

### Stagioni 2008-2009
Nel 2008 ha vinto sei gare ed è giunto secondo nella classifica generale, sopravanzato dal solo Thomas Morgenstern. Ai Mondiali di volo di Oberstdorf ha vinto il titolo sia nell'individuale, sia nella gara riservata alle squadre nazionali.
Nella stagione seguente, invece, dopo un lungo testa a testa con Simon Ammann è riuscito a conquistare la coppa di cristallo facendo registrare anche due primati: il primo riguarda il punteggio finale, che per la prima volta ha superato quota 2000 (2083); il secondo è stato quello di più giovane vincitore di una Coppa del Mondo. Nel 2009 è stato presente anche ai Mondiali di Liberec, dove si è aggiudicato l'oro nella gara a squadre e l'argento nell'individuale HS100.

### Stagioni 2010-2011
Ha vinto due medaglie di bronzo ai XXI Giochi olimpici invernali di Vancouver 2010, sua prima partecipazione olimpica: dal trampolino normale e da quello lungo. Inoltre è stato uno dei componenti della squadra austriaca che si è aggiudicata la prova a squadre, vincendo quindi il suo primo oro olimpico in carriera. A fine stagione è riuscito a conquistare due medaglie ai Mondiali di volo di Planica: l'argento individuale dietro allo svizzero Ammann e l'oro nella gara a squadre ottenuta assieme ai compagni Wolfgang Loitzl, Thomas Morgenstern e Martin Koch.

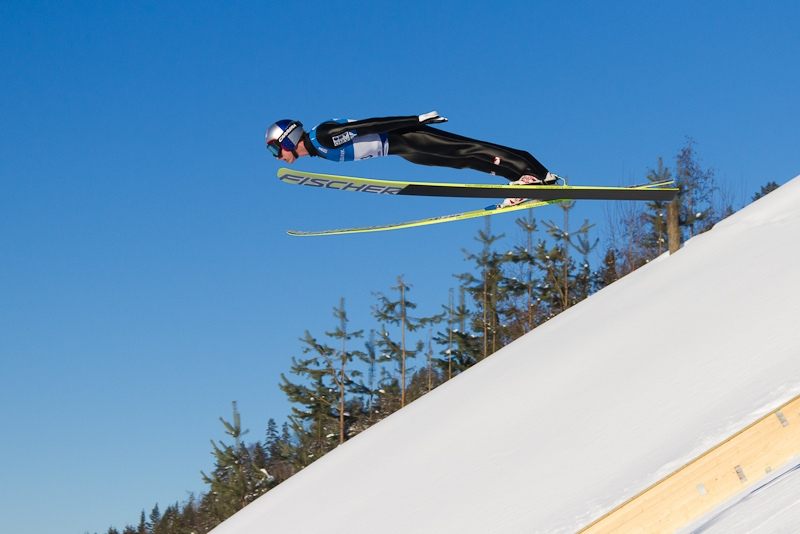
Schlierenzauer in gara a Vikersund nel 2011

Il 2011 è stato caratterizzato dai Mondiali di Oslo, grazie ai quali Schlierenzauer ha incrementato il proprio palmarès con tre ori: due vinti nelle gare a squadre e uno nell'individuale HS134.

### Stagioni 2012-2013
Durante la stagione seguente ha conquistato il Torneo dei quattro trampolini, grazie a due primi posti ottenuti nelle prove tedesche di Oberstdorf e Garmisch-Partenkirchen e ai due podi realizzati sui trampolini austriaci (secondo a Innsbruck, e terzo a Bischofshofen). Ai Mondiali di volo di Vikersund 2012 ha vinto l'oro nelle gare a squadre.
Nella stagione 2013 Schlierenzauer si conferma ai massimi livelli, aggiudicandosi il Torneo dei quattro trampolini, la Coppa del Mondo di volo, la Coppa del Mondo generale e tre medaglie (un oro e due argenti) ai Mondiali della Val di Fiemme.

### Stagioni 2014-2021
Nella stagione 2014 ha ottenuto vari podi in Coppa del Mondo (due le vittorie); ai XXII Giochi olimpici invernali di Soči 2014 si è classificato 10º nel trampolino normale, 7º nel trampolino lungo e ha vinto la medaglia d'argento nella gara a squadre).
Ai Mondiali di Falun 2015 ha vinto la medaglia d'argento sia nel trampolino lungo, sia nelle gare a squadre dal trampolino lungo e si è classificato 22º nel trampolino normale; due anni dopo, ai Mondiali di Lahti 2017, ha vinto la medaglia di bronzo nella gara a squadre dal trampolino lungo e si è classificato 24º nel trampolino normale. Ai XXIII Giochi olimpici invernali di Pyeongchang 2018 si è classificato 22º nel trampolino normale e 4º nella gara a squadre.

## Palmarès

### Olimpiadi
- 4 medaglie:
  - 1 oro (gara a squadre a Vancouver 2010)
  - 1 argento (gara a squadre a Soči 2014)
  - 2 bronzi (trampolino normale, trampolino lungo a Vancouver 2010)

### Mondiali
- 12 medaglie:
  - 6 ori (gara a squadre a Sapporo 2007; gara a squadre a Liberec 2009; trampolino lungo, gara a squadre dal trampolino normale, gara a squadre dal trampolino lungo a Oslo 2011; gara a squadre dal trampolino lungo a Val di Fiemme 2013)
  - 5 argenti (trampolino normale a Liberec 2009; trampolino normale, gara a squadre mista dal trampolino normale a Val di Fiemme 2013; trampolino lungo, gare a squadre dal trampolino lungo a Falun 2015)
  - 1 bronzo (gare a squadre dal trampolino lungo a Lahti 2017)

### Mondiali di volo
- 5 medaglie:
  - 4 ori (individuale, gara a squadre a Obertsdorf 2008; gara a squadre a Planica 2010; gara a squadre a Vikersund 2012)
  - 1 argento (individuale a Planica 2010)

### Mondiali juniores
- 2 medaglie:
  - 2 ori (trampolino normale, gara a squadre a Kranj 2006)

### Coppa del Mondo
- Vincitore della Coppa del Mondo nel 2009 e nel 2013
- Vincitore della Coppa del Mondo di volo con gli sci nel 2009, nel 2011 e nel 2013
- 124 podi (88 individuali, 36 a squadre):
  - 70 vittorie (53 individuali, 17 a squadre)
  - 32 secondi posti (20 individuali, 12 a squadre)
  - 22 terzi posti (15 individuali, 7 a squadre)

#### Coppa del Mondo - vittorie
| Data             | Località               | Nazione   | Trampolino                                                                     |
| ---------------- | ---------------------- | --------- | ------------------------------------------------------------------------------ |
| 3 dicembre 2006  | Lillehammer            | Norvegia  | Lysgårdsbakken HS134                                                           |
| 16 dicembre 2006 | Engelberg              | Svizzera  | Gross-Titlis-Schanze HS137                                                     |
| 30 dicembre 2006 | Oberstdorf             | Germania  | Schattenberg HS137                                                             |
| 7 gennaio 2007   | Bischofshofen          | Austria   | Paul Ausserleitner HS140                                                       |
| 7 febbraio 2007  | Klingenthal            | Germania  | Vogtland Arena HS140                                                           |
| 11 febbraio 2007 | Willingen              | Germania  | Mühlenkopf HS145 (con Wolfgang Loitzl, Andreas Kofler e Arthur Pauli)          |
| 10 marzo 2007    | Lahti                  | Finlandia | Salpausselkä HS130 (con Martin Höllwarth, Andreas Kofler e Thomas Morgenstern) |
| 1º gennaio 2008  | Garmisch-Partenkirchen | Germania  | Große Olympiaschanze HS140                                                     |
| 25 gennaio 2008  | Zakopane               | Polonia   | Wielka Krokiew HS134                                                           |
| 7 marzo 2008     | Lillehammer            | Norvegia  | Lysgårdsbakken HS138                                                           |
| 9 marzo 2008     | Oslo                   | Norvegia  | Holmenkollen HS128                                                             |
| 14 marzo 2008    | Planica                | Slovenia  | Letalnica HS215                                                                |
| 16 marzo 2008    | Planica                | Slovenia  | Letalnica HS215                                                                |
| 6 dicembre 2008  | Trondheim              | Norvegia  | Granåsen HS140                                                                 |
| 21 dicembre 2008 | Engelberg              | Svizzera  | Gross-Titlis-Schanze HS137                                                     |
| 10 gennaio 2009  | Tauplitz               | Austria   | Kulm HS200                                                                     |
| 11 gennaio 2009  | Tauplitz               | Austria   | Kulm HS200                                                                     |
| 17 gennaio 2009  | Zakopane               | Polonia   | Wielka Krokiew HS134                                                           |
| 24 gennaio 2009  | Whistler               | Canada    | Whistler Olympic Park Ski Jumps HS140                                          |
| 25 gennaio 2009  | Whistler               | Canada    | Whistler Olympic Park Ski Jumps HS140                                          |
| 31 gennaio 2009  | Sapporo                | Giappone  | Ōkurayama HS134                                                                |
| 8 febbraio 2009  | Willingen              | Germania  | Mühlenkopf HS145                                                               |
| 11 febbraio 2009 | Klingenthal            | Germania  | Vogtland Arena HS140                                                           |
| 7 marzo 2009     | Lahti                  | Finlandia | Salpausselkä HS130 (con Wolfgang Loitzl, Martin Koch e Thomas Morgenstern)     |
| 8 marzo 2009     | Lahti                  | Finlandia | Salpausselkä HS97                                                              |
| 14 marzo 2009    | Vikersund              | Norvegia  | Vikersundbakken HS207 (con Martin Koch, Wolfgang Loitzl e Thomas Morgenstern)  |
| 15 marzo 2009    | Vikersund              | Norvegia  | Vikersundbakken HS207                                                          |
| 20 marzo 2009    | Planica                | Slovenia  | Letalnica HS215                                                                |
| 27 novembre 2009 | Kuusamo                | Finlandia | Rukatunturi HS142 (con Wolfgang Loitzl, Andreas Kofler e Thomas Morgenstern)   |
| 5 dicembre 2009  | Lillehammer            | Norvegia  | Lysgårdsbakken HS138                                                           |
| 19 dicembre 2009 | Engelberg              | Svizzera  | Gross-Titlis-Schanze HS137                                                     |
| 1º gennaio 2010  | Garmisch-Partenkirchen | Germania  | Große Olympiaschanze HS140                                                     |
| 3 gennaio 2010   | Innsbruck              | Austria   | Bergisel HS130                                                                 |
| 10 gennaio 2010  | Tauplitz               | Austria   | Kulm HS200                                                                     |
| 22 gennaio 2010  | Zakopane               | Polonia   | Wielka Krokiew HS134                                                           |
| 23 gennaio 2010  | Zakopane               | Polonia   | Wielka Krokiew HS134                                                           |
| 30 gennaio 2010  | Oberstdorf             | Germania  | Heini Klopfer HS213 (con Wolfgang Loitzl, Andreas Kofler e Martin Koch)        |
| 6 febbraio 2010  | Willingen              | Germania  | Mühlenkopf HS145                                                               |
| 27 novembre 2010 | Kuusamo                | Finlandia | Rukatunturi HS142 (con Thomas Morgenstern, Wolfgang Loitzl e Andreas Kofler)   |
| 29 gennaio 2011  | Willingen              | Germania  | Mühlenkopf HS145 (con Thomas Morgenstern, Andreas Kofler e Martin Koch)        |
| 6 febbraio 2011  | Oberstdorf             | Germania  | Heini Klopfer HS213 (con Thomas Morgenstern, Andreas Kofler e Martin Koch)     |
| 12 febbraio 2011 | Vikersund              | Norvegia  | Vikersundbakken HS207                                                          |
| 13 febbraio 2011 | Vikersund              | Norvegia  | Vikersundbakken HS207                                                          |
| 12 marzo 2011    | Lahti                  | Finlandia | Salpausselkä HS130 (con Martin Koch, Andreas Kofler e Thomas Morgenstern)      |
| 18 marzo 2011    | Planica                | Slovenia  | Letalnica HS215                                                                |
| 19 marzo 2011    | Planica                | Slovenia  | Letalnica HS215 (con Thomas Morgenstern, Andreas Kofler e Martin Koch)         |
| 27 novembre 2011 | Kuusamo                | Finlandia | Rukatunturi HS142 (con Wolfgang Loitzl, Andreas Kofler e Thomas Morgenstern)   |
| 9 dicembre 2011  | Harrachov              | Rep. Ceca | Čerťák HS205                                                                   |
| 30 dicembre 2011 | Oberstdorf             | Germania  | Schattenberg HS137                                                             |
| 1º gennaio 2012  | Garmisch-Partenkirchen | Germania  | Große Olympiaschanze HS140                                                     |
| 21 gennaio 2012  | Zakopane               | Polonia   | Wielka Krokiew HS134                                                           |
| 4 febbraio 2012  | Val di Fiemme          | Italia    | Giuseppe Dal Ben HS134                                                         |
| 3 marzo 2012     | Lahti                  | Finlandia | Salpausselkä HS97 (con Thomas Morgenstern, Martin Koch e Andreas Kofler)       |
| 17 marzo 2012    | Planica                | Slovenia  | Letalnica HS215 (con Thomas Morgenstern, Andreas Kofler e Martin Koch)         |
| 25 novembre 2012 | Lillehammer            | Norvegia  | Lysgårdsbakken HS138                                                           |
| 8 dicembre 2012  | Soči                   | Russia    | RusSki Gorki HS105                                                             |
| 16 dicembre 2012 | Engelberg              | Svizzera  | Gross-Titlis-Schanze HS137                                                     |
| 4 gennaio 2013   | Innsbruck              | Austria   | Bergisel HS130                                                                 |
| 6 gennaio 2013   | Bischofshofen          | Austria   | Paul Ausserleitner HS140                                                       |
| 26 gennaio 2013  | Vikersund              | Norvegia  | Vikersundbakken HS225                                                          |
| 3 febbraio 2013  | Harrachov              | Rep. Ceca | Čerťák HS205                                                                   |
| 3 febbraio 2013  | Harrachov              | Rep. Ceca | Čerťák HS205                                                                   |
| 17 marzo 2013    | Oslo                   | Norvegia  | Holmenkollen HS134                                                             |
| 22 marzo 2013    | Planica                | Slovenia  | Letalnica HS215                                                                |
| 29 novembre 2013 | Kuusamo                | Finlandia | Rukatunturi HS142                                                              |
| 7 dicembre 2013  | Lillehammer            | Norvegia  | Lysgårdsbakken HS100                                                           |
| 1º marzo 2014    | Lahti                  | Finlandia | Salpausselkä HS130 (con Thomas Diethart, Stefan Kraft e Michael Hayböck)       |
| 22 marzo 2014    | Planica                | Slovenia  | Bloudkova velikanka HS139 (con Stefan Kraft, Andreas Kofler e Thomas Diethart) |
| 6 dicembre 2014  | Lillehammer            | Norvegia  | Lysgårdsbakken HS138                                                           |
| 9 febbraio 2019  | Lahti                  | Finlandia | Salpausselkä HS130 (con Philipp Aschenwald, Michael Hayböck e Stefan Kraft)    |

#### Torneo dei quattro trampolini
- Vincitore del Torneo dei quattro trampolini nel 2012 e nel 2013
- 15 podi di tappa[5]:
  - 9 vittorie
  - 5 secondi posti
  - 1 terzo posto

#### Nordic Tournament
- Vincitore del Nordic Tournament nel 2008 e nel 2009
- 7 podi di tappa[5]:
  - 4 vittorie
  - 2 secondi posti
  - 1 terzo posto

#### Summer Grand Prix
- Vincitore della classifica generale nel 2008

### Campionati austriaci
- 14 medaglie[6]:
  - 10 ori (NH HS98, LH HS140 nel 2007; LH HS140 nel 2008; NH, LH nel 2009; NH, LH nel 2010; HS94, gara a squadre nel 2011; HS140 nel 2012)
  - 4 argenti (HS94 nel 2012; HS140 nel 2013; HS130 nel 2014; gara a squadre nel 2016)